# Graceful Explosion Machine
『Graceful Explosion Machine』は、カナダのインディーゲームスタジオVertex Popが開発し2017年4月6日に発売されたシューティングゲーム。

## システム
プレイヤーは飛行マシン「GEMファイター」を操作し、次々に襲い掛かるエイリアンたちを撃退していく。4つの惑星が舞台で、それぞれに9ステージが含まれている。惑星の最終ステージを除く各ステージでは3段階のフェーズがあり、出現する敵を全滅させると次のフェーズに進み第3フェーズで敵を全滅させるとステージクリアとなる。惑星の最終ステージでは1つのフェーズのみとなっている。
ゲーム画面は横スクロールシューティングゲームのようだがスクロールは自動ではなく、GEMファイターの動きに応じてスクロールする。一部のステージを除き、ステージの左右両端はループする構造になっている。
GEMファイターにはライフが3つあり、ダメージを受けてライフがなくなるとミスになる。第1フェーズでミスになった場合は何度でもコンティニューできるが、第2フェーズ以降ではミスの後に同じフェーズから再開できる回数が3回までという制限があり、3回のミスでゲームオーバーとなる。
GEMファイターは以下の攻撃手段を用いる。
- ブラスター - 近距離から中距離を攻撃するレーザーを前方に連射する。
- エナジーソード - 周囲の近距離をまとめて攻撃し、敵弾を打ち消すこともできる。
- スナイパービーム - 長距離まで届く強力なレーザーを前方に発射する。
- ミサイル - 周囲の敵をまとめてロックオンした後にミサイルを大量に発射する。

画面上にはブラスターの使用時に消費するゲージとそれ以外の使用時に消費する「パワーゲージ」がある。ブラスターのゲージは時間経過で自然回復し、パワーゲージは敵の撃破時に現れるクリスタルの取得で回復する。いずれのゲージも、使い切ると一定時間攻撃ができなくなり、その後にゲージが回復する。
各ステージのハイスコアが記録され、オンラインランキングで競うことができる。敵を連続で撃破するとコンボ状態となって得点の倍率が増加し、撃破までの時間が空いたりダメージを受けたりすると倍率が1倍に戻る。

## 開発
本作ゲームデザイナーのMobeen Fikreeは『ストリートファイターII』や『デイトナUSA』が一般的だった1990年代のアーケード時代の終わりを経験した年齢だが、それより前の1980年代にリリースされた『ロボトロン』（『ロボトロン2084』）などの古典的なアーケードシューティングゲームへのあこがれがあり、黄金時代を逃したと感じていた。Fikreeは2008年にVertex Popを設立して数年間iOSゲームの開発を行った後、2015年に初のゲーム機用ツインスティックシューティングゲーム『We Are Doomed』を発売し、それに続いて本作を発売した。
アーケードゲームはどんなプレイヤーでもすぐに理解して楽しめるようにしたいという考えから、本作の操作は、分かりやすくシンプルにすることに重点が置かれている。また、本作に物語性がないのは意図的で、アーケードスタイルのゲームであることを伝えるという考えが反映されている。